# Обман (фільм)
«Обман» (англ. Deception (Absolute Deception)) — американський кінофільм режисера Брайана Тренчард-Сміта, що вийшов на екрани в 2013.

## Сюжет
Головна героїня працює журналістом. Раптова загибель її чоловіка залишає після себе багато питань, і дівчина звертається до одного з урядових агентів за допомогою в розслідуванні справи. Те, що смерть чоловіка була не випадковою, стає зрозуміло, коли на репортера починається справжнісінька полювання.

## У ролях
| Актор              | Роль         |
| ------------------ | ------------ |
| Кьюба Гудінг мол.  | Джон Нельсон |
| Еммануель Вож'є    | -            |
| Еверт Маккуїн      | -            |
| Ті Сміт            | -            |
| Джефф Геннон       | -            |
| Бред МакМюррей     | -            |
| Келлі Еткінсон     | -            |
| Шон Едвард Фрейзер | -            |
| Трой МакКайндер    | -            |
| Реймонд Мессі      | -            |

## Знімальна група
- Режисер — Брайан Тренчард-Сміт
- Сценарист — Крейг Венман, Джеффрі Шенк, Пітер Салліван
- Продюсер — Дейл Дж. Бредлі, Л. Грант Бредлі, Кірк Шоу
- Композитор — Майкл Річард Плауман